# Sarvikivi
Sarvikivi är ett gränsmärke på den finsk-ryska gränsen. Det ligger  där de finländska kommunerna Suomussalmi och Kuusamo och därmed landskapen Kajanaland Norra Österbotten möter Ryssland, 600 km norr om huvudstaden Helsingfors. Sarvikivi ligger 241 meter över havet. Den ligger vid sjön Sarvijärvi.

## Omgivning
Terrängen runt Sarvikivi är platt.  Trakten runt Sarvikivi är nära nog obefolkad, med mindre än två invånare per kvadratkilometer. Det finns inga samhällen i närheten. 

## Klimat
Inlandsklimat råder i trakten. Årsmedeltemperaturen i trakten är −3 °C. Den varmaste månaden är juli, då medeltemperaturen är 16 °C, och den kallaste är januari, med −18 °C.